# Vadinienses
Los vadinienses fueron una tribu cántabra cuyo nombre proviene de la ciudad de Vadinia mencionada por los clásicos romanos en sus escritos, de la cual, se desconoce el emplazamiento exacto aunque se discuten diversas posibilidades. Su ámbito geográfico abarcaba el oeste de Cantabria (Valle de Liébana), el este de Asturias (Comarca de Cangas de Onís) y el noreste de León, en la comarca conocida hoy como la Montaña de Riaño. Dentro de la tribu se pueden distinguir cuatro clanes: arcaedunos, aroniaecinos, cantianos y corovescos. La tribu vadinense combatió en las Guerras Cántabras contra las tropas romanas, si bien al final después de grandes sacrificios aceptaron con el tiempo su dominio y cultura. Testimonio de ello son las numerosas lápidas funerarias encontradas en la zona originarias del siglo II-IV d. C.(Lápidas vadinienses), pertenecientes a personajes relevantes de la sociedad cántabro-vadiniense ya romanizada. Como legado actual de esta importante tribu del norte de Iberia, encontramos el valle de Valdivielso que referencia al montañoso territorio que ocupaba la tribu valdiniense.

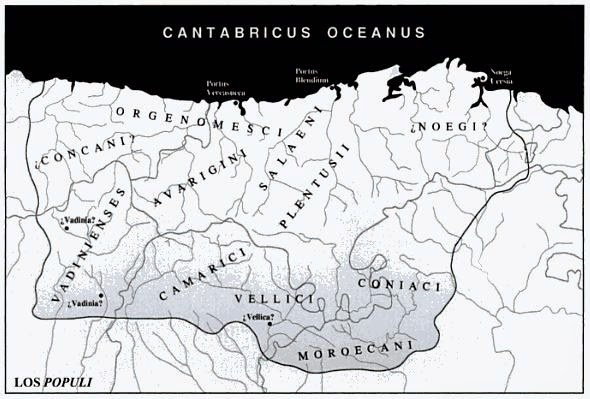
Mapa de las tribus cántabras prerromanas de origen celta

La ubicación y existencia de la ciudad de Vadinia es un tema controvertido. Algunos estudiosos la sitúan en la Montaña de Riaño, en Burón, Riaño, Crémenes..., otros la ubican en Cangas de Onis. A día de hoy, ha sido en la Montaña de Riaño donde han aparecido más vestigios de la tribu cántabra manifestados en un gran número de lápidas vadinienses. En el actual Ayuntamiento de Crémenes (comprendido por 12 pueblos) se ha encontrado la mayor concentración, un total de 24 (10-12 en la localidad de Crémenes).

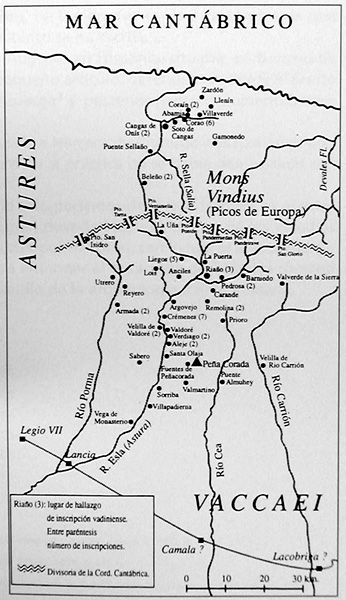
Localizaciones de las lápidas funerarias vadinienses

La Lápida de Tridio Alonge procedente del pueblo de Remolina es una de las más conocidas.
La Lápida de Vado Nebira procedente también del pueblo de Remolina, puede contemplarse en el Museo Etnográfico de Riaño.
Las inscripciones funerarias de 10 de las lápidas vadinienses halladas en el pueblo de Crémenes son estas:
(1) M(onumentum) SEGIS(amo) MAR (filio) VADI(niensi) AN(norum) H(ic) S(itus) E(st) D VS PPOSU
(2) IUNIUS ARAVU(m) ABILI F(ilius) VAD(iniensi) AN(norum) XX H(ic) S(itus) E(st) (ne)P(ote)S SUI POSIERUN(t)
(3) PENTIO (fe)STO DO(id)ERI F(ilio) V(adiniensi) AN(norum) XX H(ic) S(itus) E(st) AMIA OB M(enta)
(4) MONIME(ntum) MECALICA LACA ABRO MAENI F(iIia) VA(diniensi) DAEGIUS POSUIT OM NES TRES AN(norum) XXX
(5) D(iis) M(anes) M(onumentum) NECA LACA(um) ABRUMENI F(ilius) VA(diniensis) SUI TRES (…) ANNORUM XXX
(6) I(ovi) O(ptimo) M(aximo) JAN(?) PRO SAL(ute) F(lavii) MUCI(i) CALISTIANIU(otum) LIB(bens) S(olvit)
(7) M(arco) VULIO C(ivi) R(omani) VET(erano) LEGI(onis) XX H
(8) (…)M(onumentum) BOBECIO TUSCO QUESADOCI F(iliu) VADINIENSIS AN(norum) XXXI… ARNUA M(ater) P(osuit)
(9) K (…) (…)US DOI(de)RUS F(ilius) CANUS CANIVES(cus) F(ilíus) CALDECUS F(ilius) ANNA MADUGENA F(iIia) F(aciendum) E(uraverum)
(10) M(onumentum) … O FLACCO FLACIL F(ilius) VAD(iniensis) AN(norum) XXX AURELIUS PATRI F(aciendum) C(uravit) H(ic) S(itus) E(st)

Lugar, texto y transcripción latina de las lápidas halladas en el área vadiniense:

ALEJE (1) M(onumentum) PENTIBALAESI F(ilio)... VADINI(ensi)...An (norum) XXX VIAMUS P(osuit) ALLIESSEGINI H(ic) S(itus) E(st)
ALEJE (2) (...)MICO SVO BALAESO FR(on) NTONI N(...) H(ic) S(itus) E(st)
ANCILES D(iis) M(anes) M(onumentum) Accu Ail(ilio) filio suo pientissimo
ARGOVEJO D(iis) M(anes) TVRENNO BODEGVN BODDI F(ilio) VAD(iniensi) AN(norum) XXX POSIT DOIDEVS PATRI SVO PIEMTISSIMO S(itus) H(oc) S(epulcro)
ARMADA (1) M(onumentum) ABLONO TAURINO DOIDERI F(ilio) VAD(iniensi) ANNO(rum) XXX H(ic) S(itus) E(st) PLACIDUS AV(u)NCULIS PO(suit)
ARMADA (2) M(onumentum) VIRONO TAURO DOIDERI F(ilio) VAD(iniensi) ANNORU(m) XL H(ic) S(itus) E(st) PLACIDUS AV(u)NCULIS POS(uit)
BARNIEDO DE LA REINA M(onumentum) P(osuit) AMBADUS PALARI F(ilius) VA(diníensi) AN(norum)...
BELEÑO – PONGA D(iis) M(anes) M(onumentum) AER(ius) POS(uit) SEP(timio) SIL(oni) FRA(tri) SVO VAD(iniensi) ANNO(rum) XXV S(it) T(ibi) T(erra) L(evis). SEP(timio) SIL(oni) BEN(e)?
CARANDE D(iis) M(anes) V(otum) PENTOVI(ius) PETRONIV(s) AMI(co) SV(o) BODERO AMA BODE(ri) F(ilio) VA(diniensi) AN(norum) XX H(ic) E(st) D(edicatit)
COLLIA – PARRES M(onumentum P(ositum) D(ibus) M(anes) BOVECIO BODE(ri) F(ilius) CIVES ORG(e)NOM(esco) EX GENTE PEMBELOR(um) Vl(vus) TUMULU(m) POSUIT ERAE CL
CORAO (1) D(iis) M(anes) ANTONI PATER(ní) ARRENI F(ili)
CANGAS DE ONIS VAD(iniensis) ARCAEDUN(um) AN(norum) XL AEL(ius) F(ilio) P(osuit) S(it) T(ibi) T(erra) L(evis)
CORAO (2) D(iis) M(anes) M(onumentum) POS(uit) ANT(onius)
CANGAS DE ONIS FLAC(cus) VAD(iniensís) CO(niugi) SU(a)E (Te)R(entiae) ARONIAECIVORU(m) AN(norum) XLI CO(n)S(ulatu) CCCXXXIIX S(it) T(ibi) T(erra) L(evis)

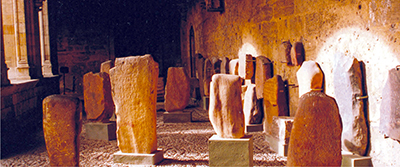
Colección de Lápidas Vadinienses expuestas en el Museo de León

CORAO (3) M(onumentum) FUSCI CABEDI AMBATI F(ilio)
CANGAS DE ONÍS VADINIENSIS AN(norum) XXV H(ic) S(itus) E(st)
CORAO (4) M(onumentum) PENTI(o) FLAVI(o) VIC(to)RIS F(ili)
CANGAS DE ONIS AD(iniensi) AN(norum) XXX PATER El PRO MER(ita) POSSIT
FUENTES DE PEÑACORADA M(onumentum) AMBA(to) PLACI(do) (Am)BATI F(iIio) AN(norum) XXX... US... H(ic) S(itus) E(st)
GRONDE M(onumentum) (Doi)D(ero) PEN(ti)OCUM TRIDI FIL(ío) VAD(iniensi) AN(n)O(rum) XXX ARENUS ANDOTI M(onumentum) PO(suit)
LA PUERTA M(onumentum) ELANIO VELIAGV(m) FILIUS PATERNI AN(norum) XXX TRIDA LIVS P(osuIt) AMICO SVO S(itus) S(epulcro)
LIEGOS (1) M(onumentum) ANDOTO-VBAL.ACINO VADONIS F(iIio) VAD(iniense) AN(norum) XXV CLVDAMVS AMICO POSSIT H(ic) S(itus) E(st)
LIEGOS (2) M(anes) M(onumentum) P(osuít) CES(ius) FLA(vus) PA(tri) P(ientissimo) SVO CES(tio) BOD(ero) VAD(iniense) AN(norum) LXXV H(lc) S(itu) T(erra) E(st)
LIEGOS (3) D(iis) M(anes) P(osuit) ALIO PARENS FILIAE SVAE PIENTISSIMAE MAISONTINI AN(norum) P(Ius) M(inus) XVIIII
LIEGOS (4)
M(onumentum) NECONI BODDGVUN LOAB CINIS Ful(o) VAD(iniensí) AN(norum) XXI AVRELIUS PRO(culus) POV(it) AM(ico) SVO MUNIMENT(um)
LIEGOS (5) MVNIMENTVM CAELIONIS AMPARAMI F(ilío) VADINIE(n)SIS
LLENIN - CANGAS DE ONÍS POS(uit) AN(n)A D(ovidena?) VAD(iniensi) (m)AR(ito) SVO DOM(itio) FLA(vo) O... AN(norum) 1(...) CO(n)S(ULATU CCCVI S(it) TØbi) T(erra) L(evis)
LOIS M(onumentum) AMBATO PARAMONIS F(ilio) VAD(iniense) (a)N(norum) XXX ORIGENVS COGNATOSVO P(osuit) H(ic) S(itus) E(st)
PEDROSA DEL REY MONVM(entum) TEDI VICANI VADINIENSÍS DOITERI F(ílio) AN(orum) XXX
PONGA D(iis) M(anes) M(onumenttim) A EL POS(suit) SEPSIL FRA(ter) SVO VAD(Iniensi) ANNO(rum) XXXV S(itus) T(erra) T(ibi)
PRIORO D(iis) M(anes) M(onumentum) P(osuit) VENUS LABAR(I) (uxor) PATRI SVO ALIO PENDIECINO POM AN(nonim) XXX?
RIAÑO (1) M(onumentum) DOI(dero) PENTI(ocum) TRIDI F1L(io) VAD(iniensi) ANNO(rum) XXX ARENVS ANDOTI A(mico) V(otum) PO(suit)
RIAÑO (2) (T)VRANTO (ai)TIOCVM MON(umentum) VIVI F(ilio) ANN(orum) SEMPR(omivs) P(osuit) FRAT(ir) SVO
RIAÑO (3) M(onumentum) (cad)VS CADARIC(um) (ara) VI FILIVS (VAD) (iniensis) AN(orum) XX (ar)AVS F(ilio) 
POST(t) H(ic) S(itus) E(st)
SABERO MON(umentum) L(ucio) ANTO(io) AQUILO F(IIio) VAD(iniensi) AN(norum) XX LEPI(dus) NEP(oti) SVO P(osuit)
PUERTO DE SAN ISIDRO ANDOTO FLAVO F(ilius) ARENO LX
SANTA OLAJA DE LA VARGA M(onumentum) (Pe)NTOVIO BLA(es)O MI(II)A VAD(iniensl) AN(norum) XXV Iam)ICO P(osuit) H(ic) S(itus) E(st) (EL)ANUS ARGA(um)
SORRIBA D(iis) M(anes) BODERO BODIVES(cum) DOIDERI F(IIio) A(nnorum) XXV FILIO SVO M(onumentum) P(osuit) H(ic) S(itus) EST
SOTO – CANGAS DE ONÍS D(iis) M(anes) ELANUS ARAVI FILIUS VERNA VADINIENSIS ANNORUM XXIV ARA(v)US PIO FiLIO OB MERITA T(erra) L(evis)
VALDORÉ (1) M(onumentum) MUNIGALICI ABANI F(iIio) BOUTI F(iIio) VA(diniensi) AN(norum) XXV S(itus) E(st)
VALDORÉ (2) M(onumentum) VIROMA V(a)D(Iniensi) COANE (...)AN(norum) XXV PUDESO POS(uit) H(ic) S(itus) E(st)
VALMARTINO M(onumentum) D(iis) M(anes) DOVIDE(rus) ARA(vi) F(ilius) P(osuit) NEGALO VERONIGORU(m) AN(norum) XXV
VALVERDE DE LA SIERRA CESARON F(ilio) ULIAGO AN(norum) XL F(ilia) UTADA AMIA VADINIENSE P(osult)
VELILLA DE VALDORÉ (1) M(onumentum) MANILI(i) ARAV(u)M ELANI F(iIio) VA(diniensis) AN(norum) XXX CADUS 
AV(u)NCULOSVO P(osuit) H(ic) S(itus) E(st)
VELILLA DE VALDORÉ (2) ...DI VADINIENSIS BOVECI FILI(o) AN(norum) XXV
VERDIAGO (1) M(onumentum) (Pen)TIO VIR(oni)CUM CADIS F(iIio) AN(norum) XL (...)MU (...)O (H(ic) S(itus) E(st)
VERDIAGO (2) M(onumentum) P(os~tum) BODE(n) F(iIio) CIVES ORG(e)NOM(escus) EX GENT(e) PENTETOR(um) VIVUS TUMULUM POSVIT ERA CV
VERDIAGO (3) M(onumentum) QUIRINA QUI(inno) (...) LEG.IX HIS(panicae) (P)ISONIS F POSVIT
VILLAPADIERNA D(iis) M(anes) CANCILUS VIRONO AV(u)NCULO SVO SEGISAMI F(ilio) VA(diniensi) AN(norum) XXXV H{ic) S(itus) E(st)
VILLAVERDE-CANGAS DE ONÍS MU(nimentum) CASSIO... COROVESCUM (...)M FIL(io) VADINIENSI AN(norum) LX? V... FIL(Io) SVO P(osuit)

## Publicaciones
Roma contra Cántabros y Astures, relato histórico de Eutimio Martino
Tridio Alonge, el último relincho vadiniense, novela de Saturnino Alonso Requejo
- Datos: Q5195914
- Multimedia: Vadinienses / Q5195914